# Dubai Football Challenge
O Dubai Football Challenge, popularmente conhecido como Torneio de Dubai, é um torneio de futebol anual sobre o patronato do xeique Hamdan Bin Mohammed Bin Rashid Al Maktoum, presidente do Conselho Esportivo de Dubai, em conjunto com o governo de Dubai e a EP Sports. Desde sua edição de 2008 tem como patrocínio a empresa área Emirates Airlines. É transmitido para mais de 129 países por todo o mundo.
As duas primeiras edições do torneio, que ocorreram em 2007 e 2008, se utilizaram de um sistema de pontuação que difere do tradicional no futebol. Na competição além dos tradicionais 3 pontos por vitória e 1 ponto por empate, cada gol marcado para a equipe valia um ponto, independente do resultado final da partida. Cada equipe jogava duas partidas e quem somasse mais pontos seria o vencedor do torneio.
A partir de 2009 o torneio passou a ser disputado em jogo único onde o vencedor é o campeão. Em caso de empate, a decisão vai para a disputa de tiros livres da marca do pênalti.
A disputa se realiza na cidade de Dubai no estádio Al-Rashid Stadium, e tem como prêmio uma quantia não divulgada, provavelmente num valor próximo a US$ 500 mil.

## Lista de campeões
| Ano           | Campeão  | Vice-campeão        |
| ------------- | -------- | ------------------- |
| 2007 Detalhes | Hamburgo | Seleção do Irã      |
| 2008 Detalhes | Hamburgo | Vasco da Gama       |
| 2009 Detalhes | Milan    | Hamburgo            |
| 2011 Detalhes | Milan    | Al-Ahli             |
| 2012 Detalhes | Milan    | Paris Saint-Germain |
| 2014 Detalhes | Milan    | Real Madrid         |

### Títulos por equipe
| Clube          | País                   | Títulos | Vices |
| -------------- | ---------------------- | ------- | ----- |
| Milan          | Itália                 | 4       | 0     |
| Hamburgo       | Alemanha               | 2       | 1     |
| Seleção do Irã | Irão                   | 0       | 1     |
| Vasco da Gama  | Brasil                 | 0       | 1     |
| Al-Ahli        | Emirados Árabes Unidos | 0       | 1     |
| PSG            | França                 | 0       | 1     |
| Real Madrid    | Espanha                | 0       | 1     |

### Títulos por país
| Estado                 | Títulos | Vices |
| ---------------------- | ------- | ----- |
| Itália                 | 4       | 0     |
| Alemanha               | 2       | 1     |
| Brasil                 | 0       | 1     |
| Irão                   | 0       | 1     |
| Emirados Árabes Unidos | 0       | 1     |
| França                 | 0       | 1     |
| Espanha                | 0       | 1     |

## Ligações Externas
- Site Oficial